# Subaru Corporation
Subaru Corporation (株式会社SUBARU, Subaru), anteriormente chamada de Fuji Heavy Industries, Ltd. (富士重工業株式会社, Fuji Jūkōgyō Kabushiki-gaisha) (TYO: 7270, OTC Pink: FUJHY), ou FHI, é um conglomerado industrial que originou-se da Nakajima Aircraft Company (est. 1917). A FHI foi criada em 15 de julho de 1953 quando cinco empresas se uniram para forma a maior indústria de produtos de transporte do Japão.

## Sócios
Dos anos 80 até 1999 a Nissan detinha 20% da FHI, os quais foram vendidos para a General Motors. Esta por sua vez vendeu em outubro de 2005 8,4% da companhia para a Toyota e vendeu o resto de sua participação no mercado.

## Divisões
- Automotiva (Subaru)
- Aeroespacial
- Produtos industriais (marca Robin)
- Veículos e equipamentos de transporte.